# Stadtwald (Essen)
Essen-Stadtwald ist ein südlich der Innenstadt gelegener Stadtteil der Stadt Essen. Er liegt nördlich des Baldeneysees auf den Ruhrhöhen, wird dominiert von Wald- und Grünflächen und dient vor allem als Wohngebiet. Stadtwald grenzt von Norden im Uhrzeigersinn an die folgenden Essener Stadtteile: Rüttenscheid, Bergerhausen, Rellinghausen, Heisingen und Bredeney.

## Geschichte
Stadtwald hat seine Wurzeln in der Landwirtschaft. Als Kornkammer des Stifts Rellinghausen gehörte das heutige Gebiet von Stadtwald bis zur gemeinsamen Eingemeindung nach Essen im April 1910 zu Rellinghausen. Einige Namen alter Höfe und Kotten sind in Form von Straßen- oder Gaststättennamen erhalten geblieben, wie Leveringstraße, Kellermanns Busch, Kleppes Feld, Gebrandenhof. An der Vittinghoffstraße liegt mit Haus Vittinghoff das Bodendenkmal einer mittelalterlichen Wasserburg, einer sogenannten Motte. Laut einer in Rellinghausen ausgestellten Urkunde erbte der Sohn Heinrichs von Vittinghoff, Heinrich II., 1272 diese Burg Vittinghoff. Die 1956 bis 1958 erbaute, ehemalige Filialkirche St. Theresia steht heute auf dem Grund des 1361 erstmals erwähnten Leveringhofes, einem ehemaligen Pachtgut des Stiftes Rellinghausen. Im denkmalgeschützten Fachwerkhaus des 1798 nach Art des niederdeutschen Hallenhauses erbauten, ehemals fünf Gebäude umfassenden Gebrandenhofs befindet sich heute Gastronomie. Der Hof trug einmal den Namen Gebrande an der Heide und wurde noch bis 1940 landwirtschaftlich betrieben. Das Gebiet des heutigen Stadtteiles Stadtwald trug die Bezeichnung Gemarkung Heide, die heute noch in den Katasterkarten vorzufinden ist.
Als in den ersten Jahren des 20. Jahrhunderts die Industrialisierung in Essen bereits weit fortgeschritten war, erkannte der damalige Oberbürgermeister Erich Zweigert, der sich sehr für die gebietsmäßige Ausweitung der Stadt einsetzte, dass für die landschaftliche Zerstörung Ausgleichsflächen als Erholungsgebiete für die rasch wachsende, arbeitende Bevölkerung geschaffen werden müssen. Auf seine Anweisung gab die Stadt Essen 1,9 Millionen Goldmark für ein 105 Hektar großes Waldgebiet, aus überwiegendem Besitz der Adels-Familie Vittinghoff-Schell, aus, um dieses aufzuforsten und das noch heute existierende Wegenetz anzulegen. Aus Dankbarkeit ließen zehn Bürger dem bereits verstorbenen Oberbürgermeister deshalb 1909 den sogenannten Zweigertstein als Denkmal in ihrem Stadtwald setzen. Und so erhielt der Stadtteil nach der Eingemeindung 1910 den Namen Stadtwald.

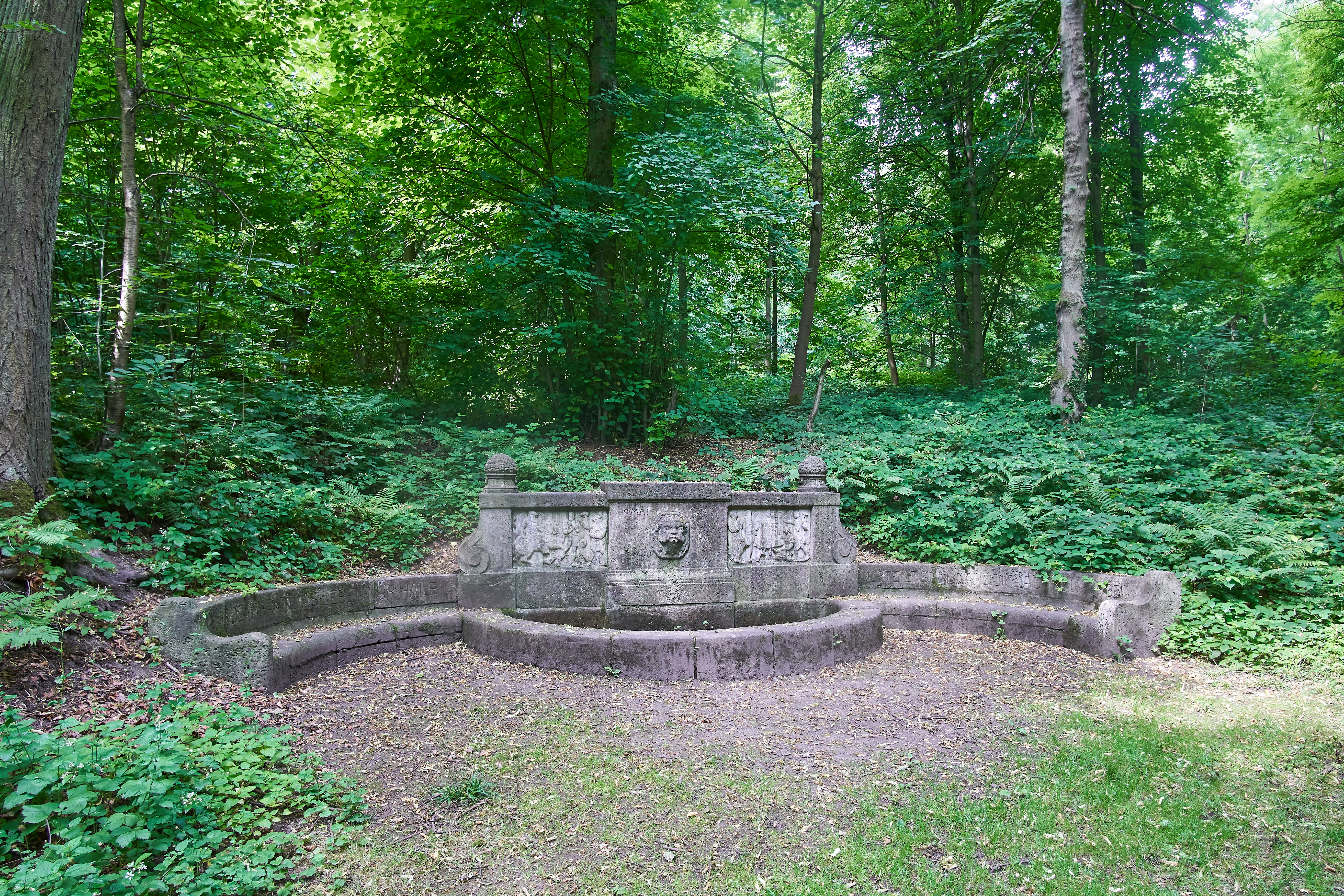
Schillerbrunnen

Im Mai 1905 wurde der seit 1991 denkmalgeschützte Schillerbrunnen an der Wittenbergstraße zum Anlass des 100. Todestages Friedrich Schillers eingeweiht. Der Essener Theaterdirektor Hans Gelling stiftete ihn auf Anregung des Essener Stadtverordneten und Justizrats Heinz Niemeyer. Gestaltet wurde er vom Münchener Bildhauer Fritz Behn. Das Brunnenbecken wird von einer gebogenen Steinbank flankiert. Ein an der Rückwand des Brunnens befindliches Relief besteht aus einem mittig angebrachten Kopf, der als Wasserspeier dient. Zwei ihn rahmende Reliefs stellen die Szenen aus Schillers Gedicht Das Lied von der Glocke und seinem Schauspiel Wilhelm Tell dar. 2024 wurde die Anlage restauriert und eine Geschichtstafel aufgestellt.
Das Uhlenkrugstadion wurde vom Verein Schwarz-Weiß Essen 1922 errichtet und ausschließlich aus Spenden finanziert. In dem 750.000 Mark teuren Stadion fanden ursprünglich 35.000 Zuschauer Platz. Es wurde 1939 temporär auf 45.000 Zuschauer erweitert.

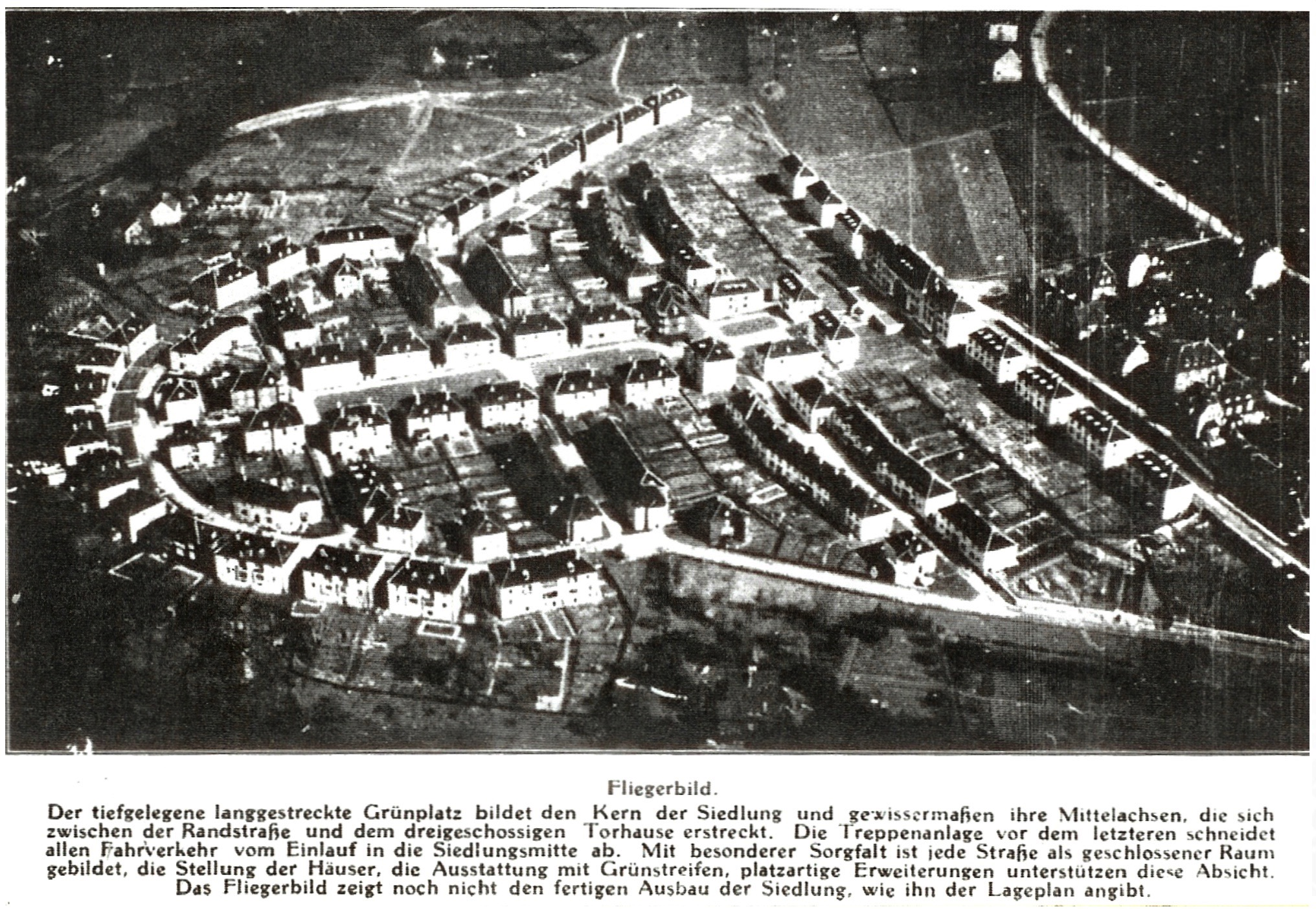
Eyhofsiedlung (1928)

Auf dem Grundstück des landwirtschaftlichen Eyhofs wurde 1921 die später danach benannte und noch heute existierende Eyhofsiedlung errichtet, die ursprünglich Stadtwaldsiedlung hieß. Der Gemeinnützige Bauverein Essen-Stadtwald, einer von rund zwanzig Bauvereinen und Baugenossenschaften, die sich bis 1930 in Essen gründeten, beauftragte 1919 den Essener Architekten Josef Rings mit der Planung der Siedlung, um genossenschaftlichen Wohnungsbau für den gehobenen Mittelstand entstehen zu lassen. Im Jahr 1921 waren 155 Häuser für 231 Familien fertiggestellt. Die Siedlung wurde achsensymmetrisch als eine geschlossene Einheit angelegt und bietet noch heute am nordwestlichen Waldsaum eine begehrte Wohnlage mit Waldblick. Im Zweiten Weltkrieg blieb die Siedlung durch die ansonsten schweren Bombardierungen der Stadt Essen weitestgehend verschont. Ein Grund war die frühzeitige Einquartierung der eigenen Offiziere der britischen Militärleitung. Dennoch wurde ein unterirdischer Luftschutzbunker im Bereich des Grünhofs zum Schutz der Zivilbevölkerung errichtet. In der Nachkriegszeit wurde die Siedlung mit der Bebauung am Waldsaum vervollständigt. Mit der Zeit gingen fast alle Häuser in privates Eigentum über. 2021 diskutierten Bürger und Politik über eine geplante Neubebauung der Häuser Angerstraße 21–29 durch eine Wohnungsbaugesellschaft. Daraus folgte am 3. Februar 2022 der Beschluss des Ausschusses für Stadtentwicklung, -planung und Bauen für die Verwaltungsvorlage zur Erstellung einer Erhaltungssatzung für die Eyhofsiedlung, die in der Sitzung vom 27. September 2023 beschlossen wurde und seit dem 13. Januar 2024 rechtsverbindlich ist. Die Verwaltung nennt als Schutzziel den Erhalt der städtebaulichen Eigenart. Durch eine Erhaltungssatzung bedürfen zukünftig Neubau, Rückbau, Änderung oder Nutzungsänderung baulicher Anlagen einer Genehmigung. Solche können nicht erteilt werden, wenn es zu Beeinträchtigungen der städtebaulichen Gestalt innerhalb des 11,5 Hektar großen, definierten Bereichs kommt.
1927 gab es zwischen der Stadt Essen und den Söhnen des bekannten Hamburger Zoodirektors Carl Hagenbeck, Willy (1884–1965) und Carl (1888–1949), bereits unterzeichnete Verträge zur Anlage eines zoologischen Gartens in Essen-Stadtwald. Doch wegen knapper Stadtkassen ist von den Plänen nichts verwirklicht worden. Später gab es zwischen Franken- und Eichenstraße einen Vogelpark, dessen Tiere Mitte der 1990er Jahre in den Grugapark umzogen.

## Wappen

Wappen von Stadtwald

Blasonierung: „In Grün fünf goldene (gelbe) Eichen im Verhältnis 3:2; zwischen den beiden unteren ein aufrechtes goldenes Schwert.“
Das Wappen wurde von Kurt Schweder entworfen und hatte nie offiziellen Charakter. Ende der 1980er Jahre schuf der Heraldiker für alle Essener Stadtteile Wappen. Sie sind inzwischen von der Essener Bevölkerung gut angenommen worden.
Es handelt sich hier um ein klassisches „redendes Wappen“, das Schwert steht für „Stadt-“, als Attribut der Stadtpatrone Cosmas und Damian stellt den Bezug zum Essener Stadtwappen her. Die Eichen stehen für „-wald“ sowie die fünf ehemaligen Höfe der Gemarkung Heide, wie Stadtwald bis 1904 hieß.

## Heutiger Charakter
Der Stadtteil Stadtwald ist heute ein nahezu reines Wohngebiet mit großem Anteil an Grün- und Waldflächen. Vom ehemaligen Bergbau ist heute nichts mehr erhalten. Nur in den Waldgebieten sind noch einige Pingen vorhanden, die aus später verfüllten, brunnenähnlichen Tagebauten entstanden sind, die im Laufe der Zeit wieder in sich zusammensackten und heute diese charakteristischen Einbruchtrichter bilden.
Stadtwald bietet die Heimat für einen großen Reitverein. Seine unter Denkmalschutz stehende Reithalle der Architekten Alfred Fischer und Richard Speidel stammt aus dem Jahre 1929 und wurde im Bauhausstil errichtet. Zudem sind im Stadtteil mehrere Tennisvereine und die Kampfsportabteilung des Polizeisportvereins Essen ansässig. In einem Waldpark, auf dem Gelände eines ehemaligen Vogelparks, bieten mehrere Lehrtafeln einen Einblick in die heimische Tier- und Pflanzenwelt. Mit der Schillerwiese steht ein großer Sportplatz zur Verfügung. Das Uhlenkrugstadion mit rund 20.000 Plätzen wird vom Fußballverein Schwarz-Weiß Essen für Heimspiele in der NRW-Liga genutzt.
Die ehemalige Filialkirche von St. Lambertus, St. Theresia, feierte ihren letzten Gottesdienst zu Pfingsten 2022. Im Rahmen des Pfarreientwicklungsprozesses des Bistums Essen wurde im Herbst 2017 die Aufgabe der Kirche beschlossen. Ab dem Jahreswechsel 2022/2023 wurde das Gebäude mit Kosten in Höhe von rund 6 Millionen Euro entkernt, zur Kindertagesstätte mit einer Kapelle umgebaut und im August 2024 bezogen. Der Turm bleibt als Landmarke erhalten.
Auf dem Gebiet von Essen-Stadtwald befinden sich, mit der Gesamtschule Essen-Süd, der Freien Waldorfschule in Essen und dem Dore-Jacobs-Berufskolleg, der privaten Berufsfachschule für Gymnastik, drei Schulen von Bedeutung über die Stadtteilgrenzen hinaus. Zudem gibt es die Stiftsschule (städtische Grundschule) sowie eine Zweigstelle der Stadtbibliothek Essen.

### Verkehr
Die wichtigste Verkehrsverbindung, die Frankenstraße, die es schon seit dem Mittelalter als Verbindung zwischen dem Kloster Werden und Rellinghausen gab, durchquert den Stadtteil in Ost-West-Richtung. Aus Richtung Rüttenscheid kommt die Wittenbergstraße und nach Süden hin führt die Heisinger Straße in Richtung des gleichnamigen Essener Stadtteils aus Stadtwald hinaus. Alle diese Verkehrsadern treffen sich am Stadtwaldplatz, dem Zentrum des Stadtteils, dessen städtebauliche Neugestaltung 2003 abgeschlossen wurde. Er wird von den VRR-Buslinien 142, 144, 145, 175, 194 und NE7 der Ruhrbahn bedient. Zuvor fuhr hier die Straßenbahn Essen.
| Linie | Verlauf | Takt (Mo–Fr)                                                                                     |
| ----- | --- | ------------------------------------------------------------------------------------------------ |
| 142   | Annental, Betriebshof Ruhrallee – Rellinghausen – Stadtwaldplatz – Rüttenscheid Martinstraße – Alfredbrücke – Messe Essen/Gruga – Messe West/Süd/Gruga – Bredeney Friedhof – Schuir Abzweig Flughafen – Schwimmbad Kettwig – Kettwiger Markt – Kettwig | 20 min 10 min (HVZ)                                                                              |
| 144   | Leithe Grimbergstraße – Kray Nord Bf – Kray Mitte – Kray Süd Bf – Steele – Überruhr-Hinsel – Lehmanns Brink – Annental – Rellinghausen – Stadtwaldplatz                                                                                                | 20 min (nur morgens und mittags)                                                                 |
| 145   | Essen-Haarzopf Erbach – Fulerum, Südwestfriedhof – Frohnhausen, Wickenburgstraße – Alfred-Krupp-Schule – Weststadt – Berliner Platz – Rathaus Essen – Essen Hbf – Rüttenscheid – Stadtwaldplatz – Heisingen Baldeneysee                                | 20 min (Erbach–Rath. Essen) 10 min (Rath. Essen–Heisingen) 5 min (Rath. Essen–Heisingen zur HVZ) |
| T175  | Stadtwaldplatz – Augustinum Taxibus, der nur nach Voranmeldung verkehrt. | einzelne Fahrten                                                                                 |
| 194   | Gelsenkirchen Hbf – Gelsenkirchen-Rotthausen – Zeche Bonifacius – Kray Nord Bf – Kray Mitte – Kray Süd Bf – Steele – Essen-Rellinghausen – Stadtwaldplatz – Bredeney – Essen-Haarzopf Erbach                                                           | 20 min                                                                                           |
| NE7   | Essen Hbf – Rüttenscheid – Stadtwaldplatz – Heisingen Baldeneysee | 60 min                                                                                           |

Unter dem Stadtwaldplatz führt durch den 247 Meter langen Stadtwald-Tunnel die Bahnstrecke Essen–Essen-Werden, auf der heute die S-Bahn-Linie S6 fährt. Der S-Bahnhof Essen-Stadtwald hieß bis 31. Dezember 1910 Rellinghausen West und liegt etwas abseits, nördlich des Stadtwaldplatzes.

### Bevölkerung
Am 31. März 2025 lebten 9.713 Einwohner in Stadtwald.
Strukturdaten der Bevölkerung in Stadtwald (Stand: 31. März 2025):
- Bevölkerungsanteil der unter 18-Jährigen: 15,1 % (Essener Durchschnitt: 16,9 %)[8]
- Bevölkerungsanteil der mindestens 65-Jährigen: 29,7 % (Essener Durchschnitt: 21,7 %)[9]
- Ausländeranteil: 5,6 % (Essener Durchschnitt: 20,6 %)[10]

## Ansichten

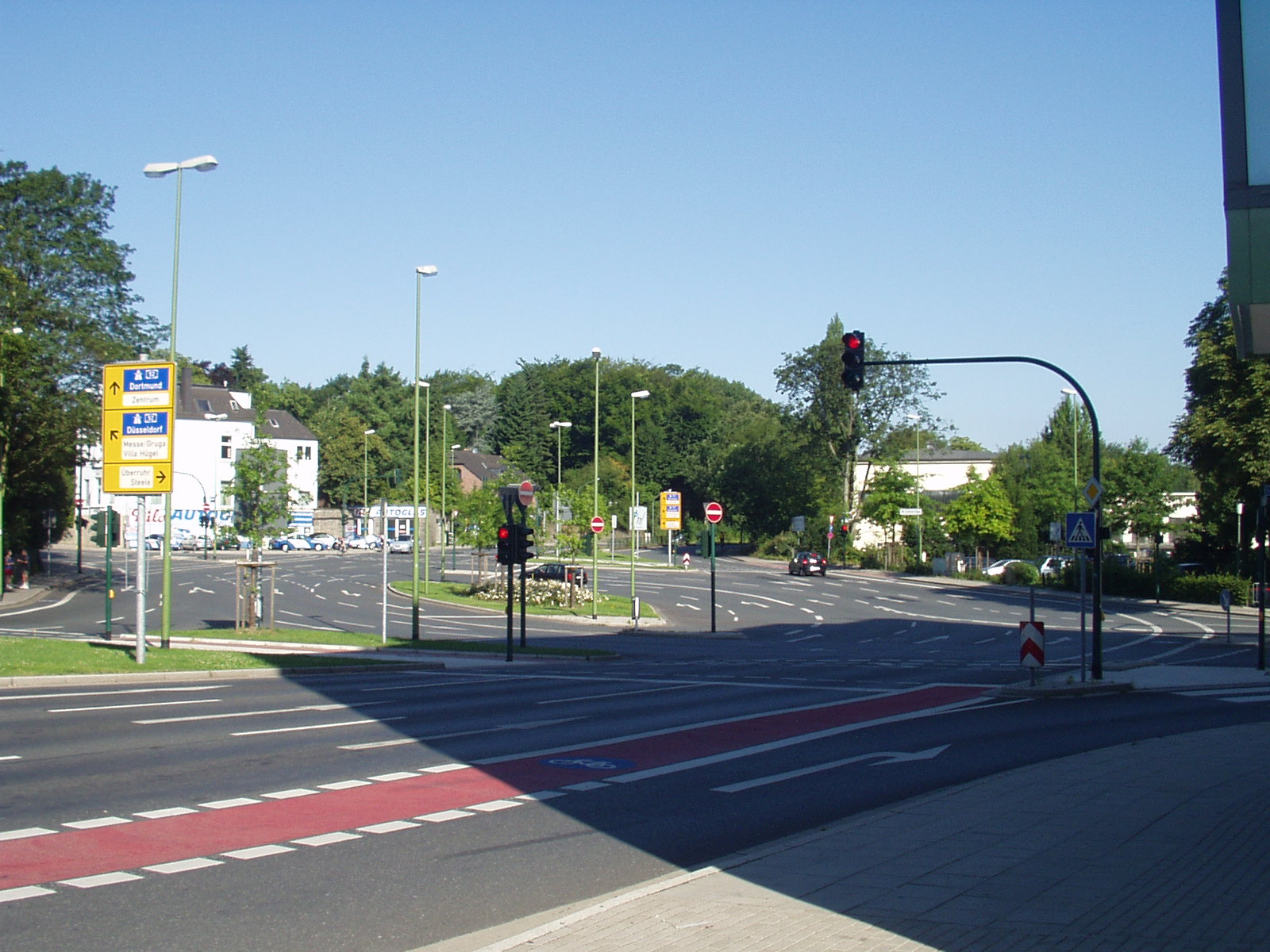
Kreuzung Stadtwaldplatz – 2005
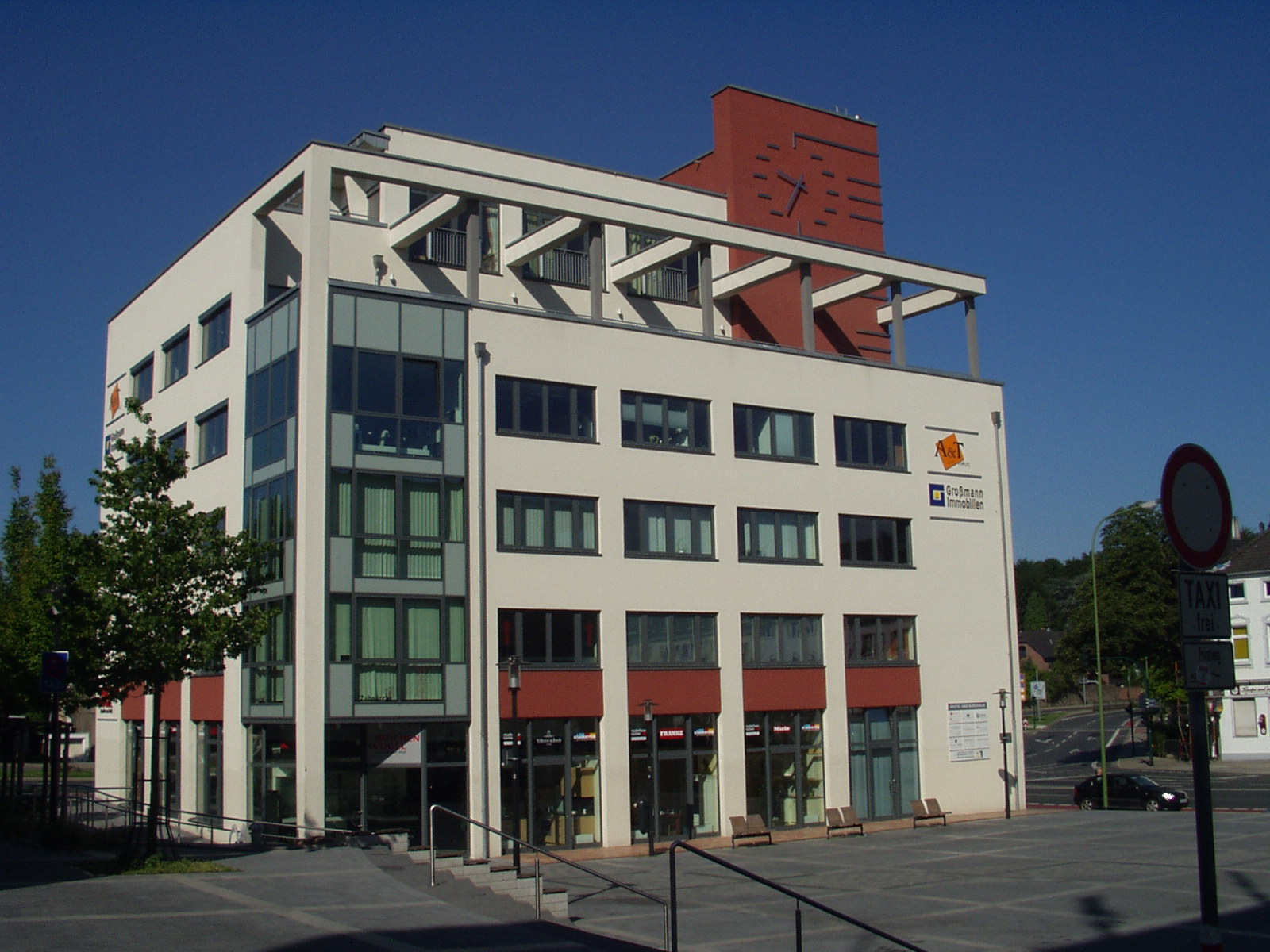
Turmgebäude am neuen Stadtwaldplatz – 2005
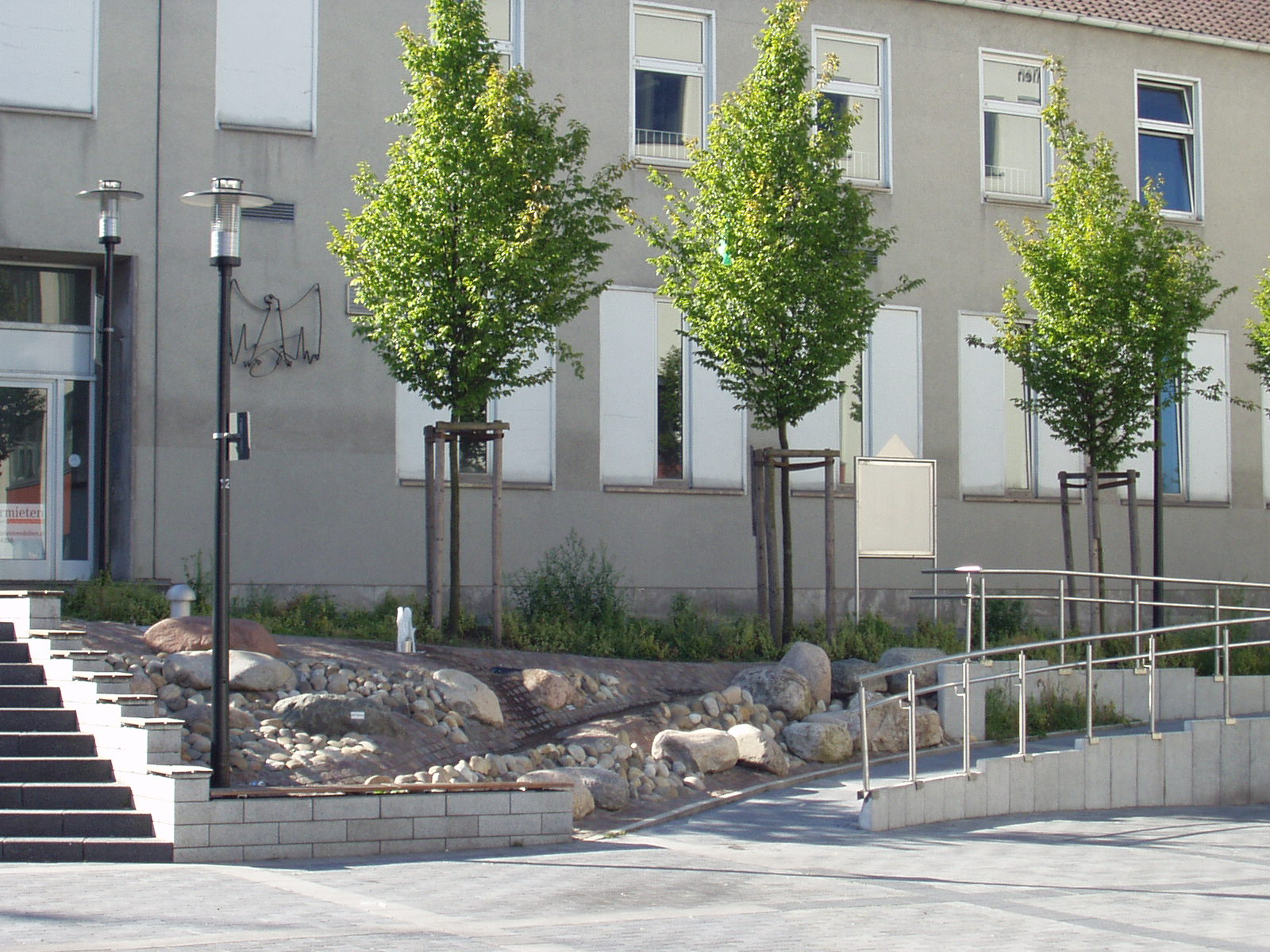
Brunnen am neuen Stadtwaldplatz – 2005
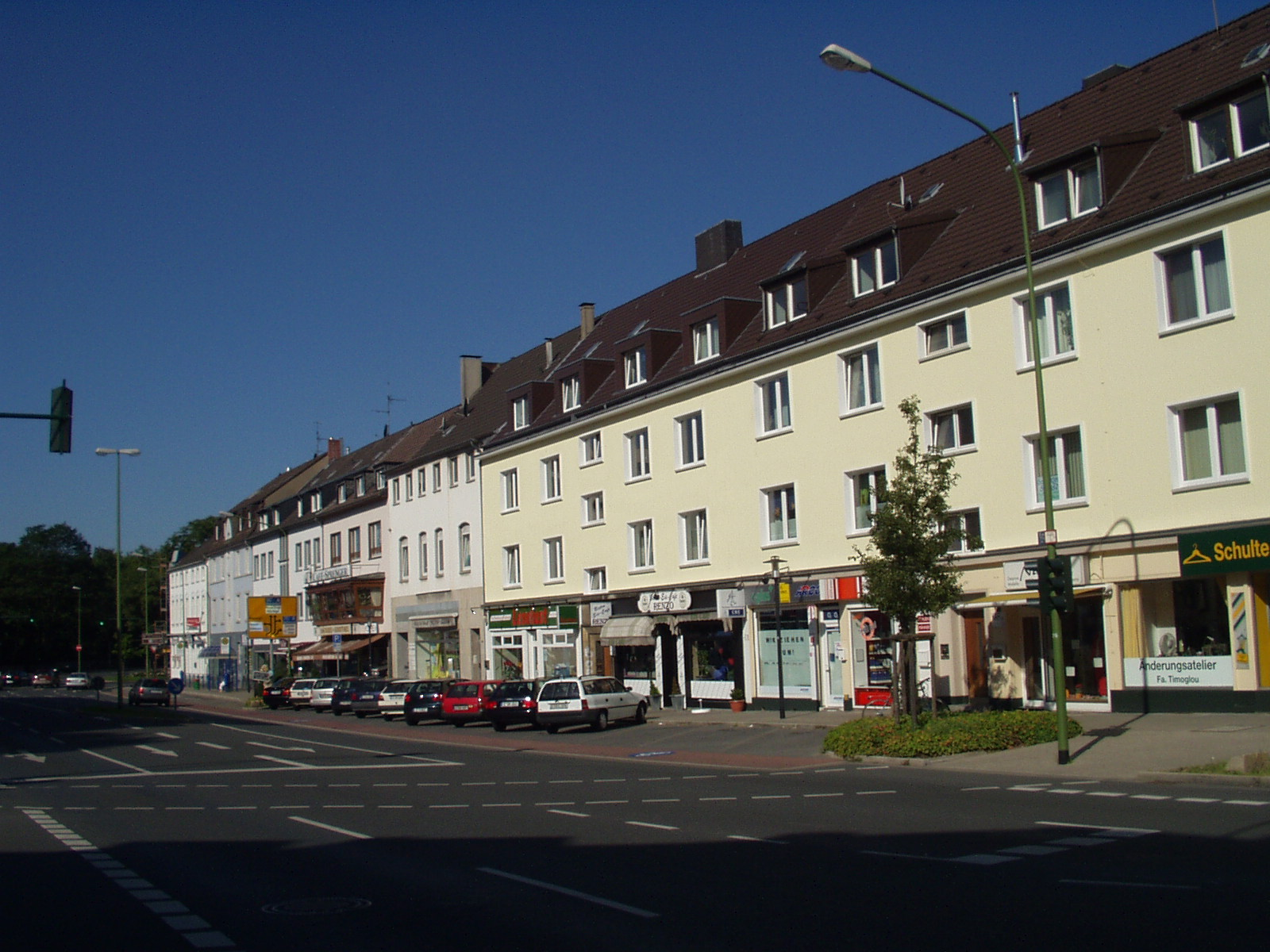
Frankenstraße – 2005
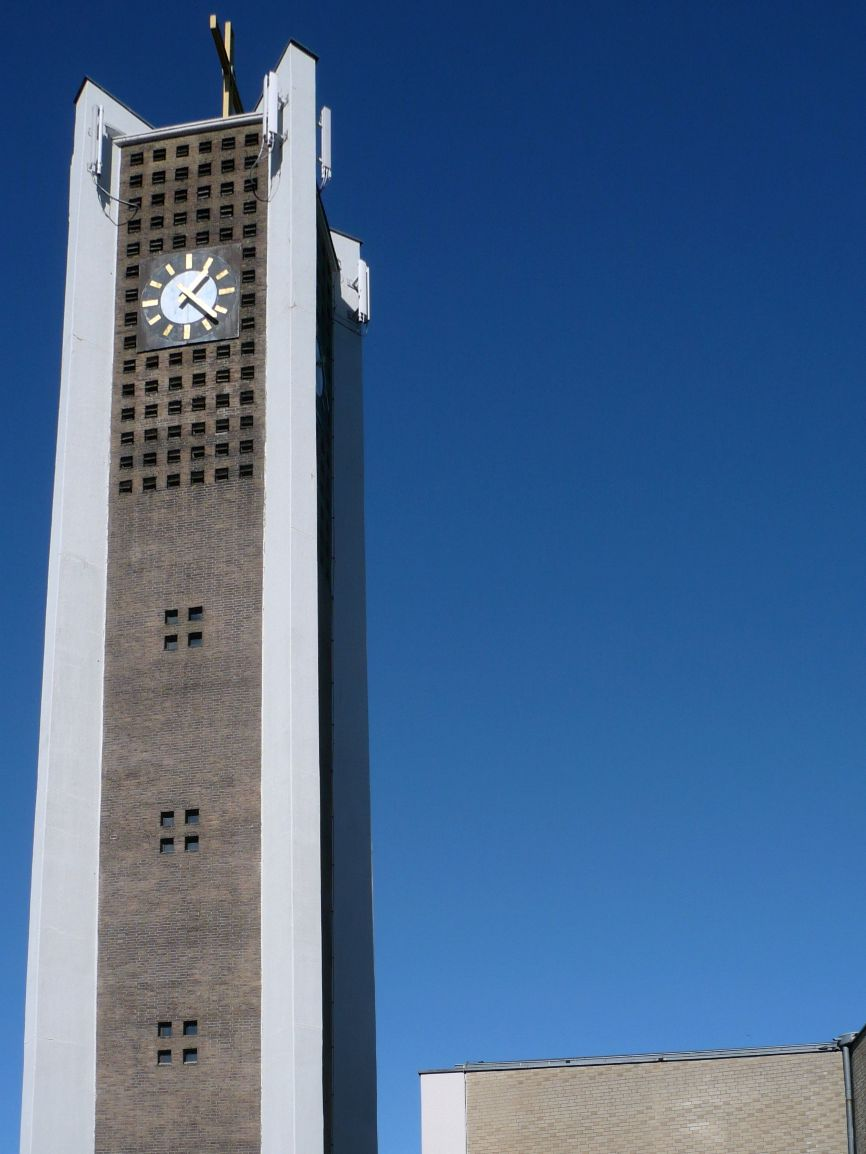
Turm der ehemaligen Kirche St. Theresia – 2008
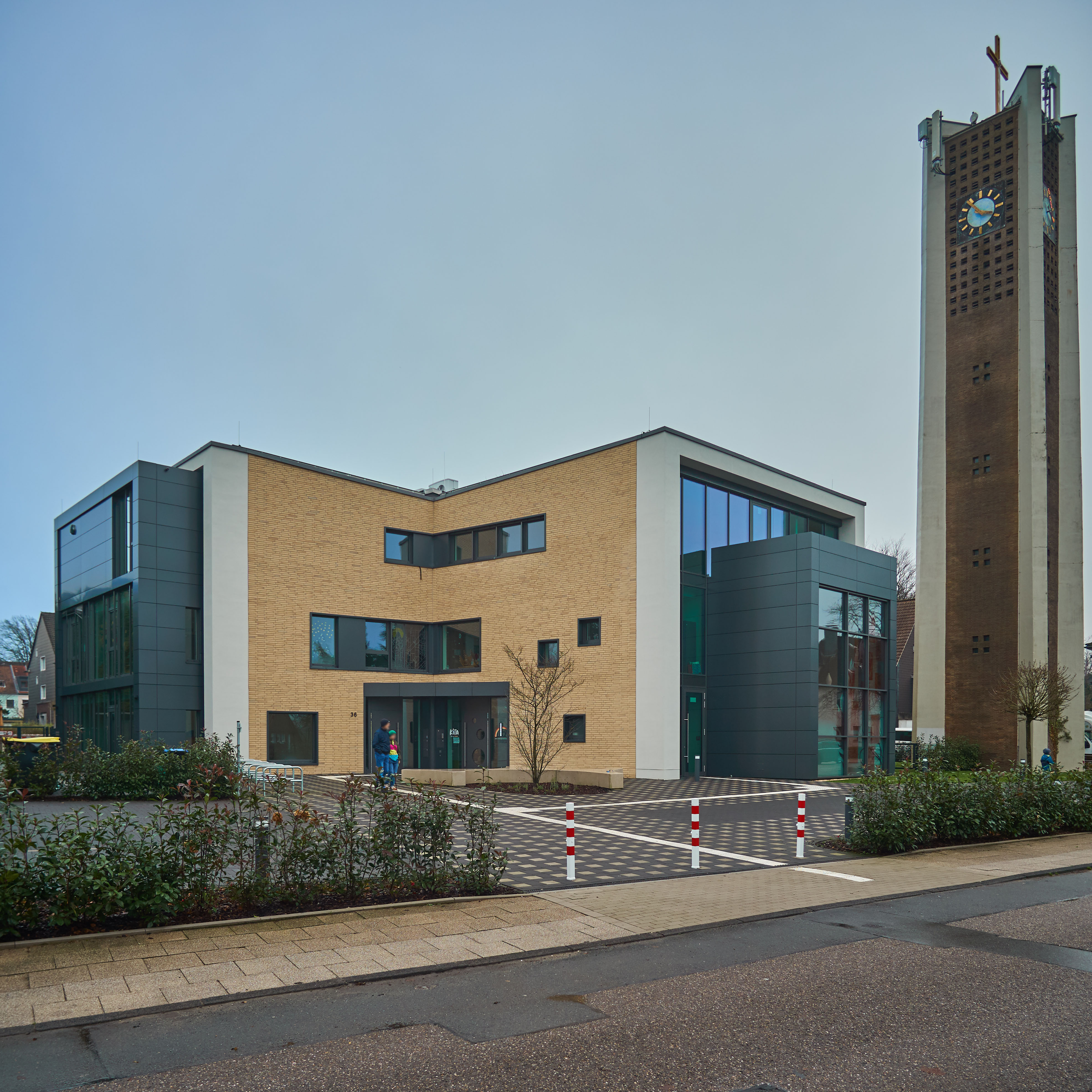
Katholischer Kindergarten St. Theresia – 2024
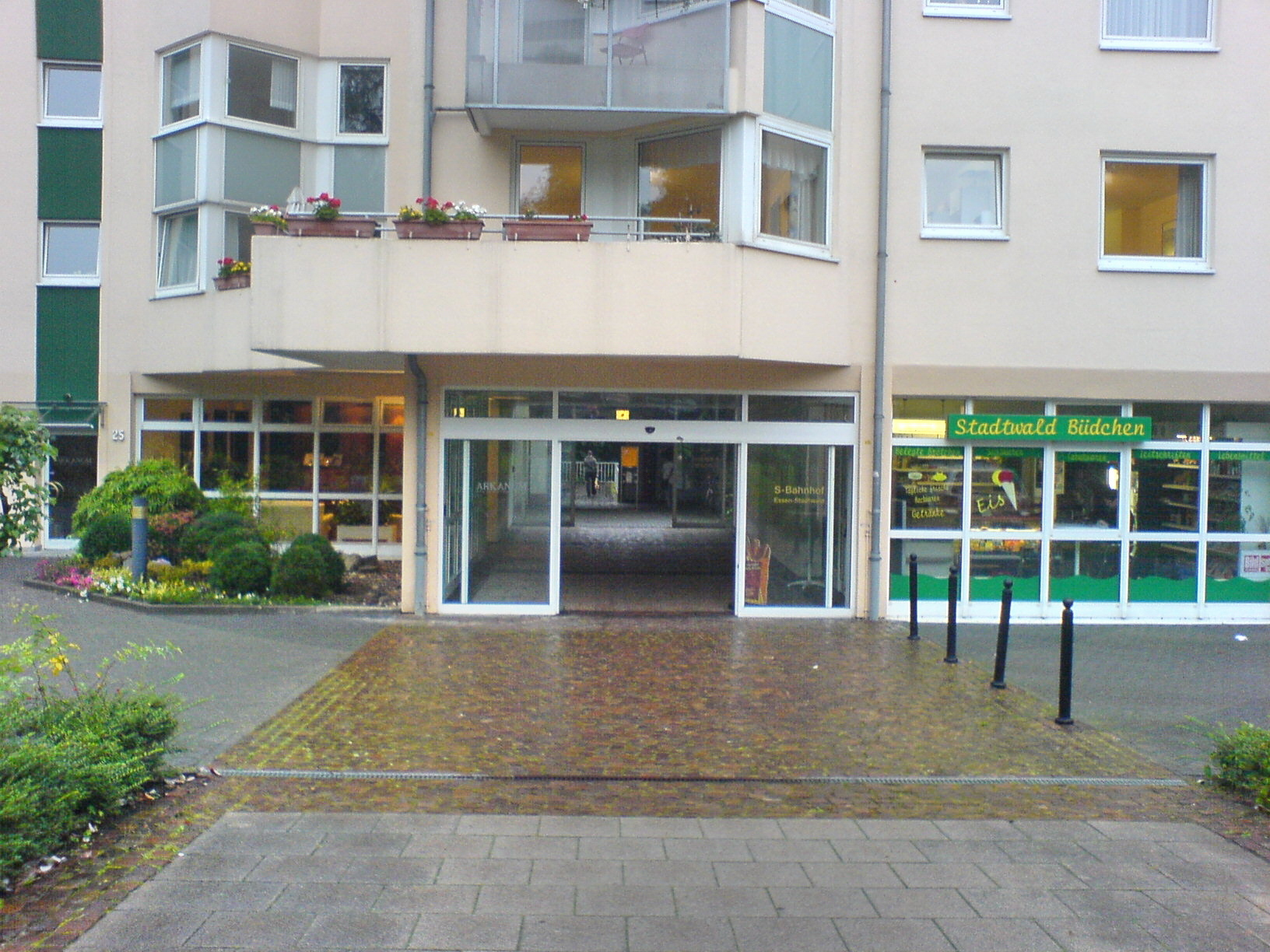
Zugang zum Haltepunkt Essen-Stadtwald – 2007